# Kvistofta socken
Kvistofta socken i Skåne ingick i Luggude härad, med en del före 1927 i Rönnebergs härad,, ingår sedan 1971 i Helsingborgs kommun och motsvarar från 2016 Kvistofta distrikt.
Socknens areal är 20,36 kvadratkilometer varav 20,20 land. År 2000 fanns här 6 627 invånare. Tätorterna Rydebäck med Rydebäcks gård, Vallåkra, huvuddelen av tätorten Gantofta samt kyrkbyn Kvistofta med sockenkyrkan Kvistofta kyrka ligger i socknen.

## Administrativ historik
Socknen har medeltida ursprung. Halva socknen, östra delen, låg fram till 1930 i Rönnebergs härad.
Vid kommunreformen 1862 övergick socknens ansvar för de kyrkliga frågorna till Kvistofta församling och för de borgerliga frågorna bildades Kvistofta landskommun. Landskommunen uppgick 1952 i Vallåkra landskommun som 1971 uppgick i Helsingborgs kommun. Församlingen utökades 2010.
Före 1927 låg en del av socknen i Rönnebergs härad. Häradsdelen hade en areal av 10,02 kvadratkilometer, varav 9,96 land.
1 januari 2016 inrättades distriktet Kvistofta, med samma omfattning som församlingen hade 1999/2000. 
Socknen har tillhört län, fögderier, tingslag och domsagor enligt vad som beskrivs i artikeln Luggude härad. De indelta soldaterna tillhörde Norra skånska infanteriregementet, Rönnebergs kompani och Skånska husarregementet, Fjerrestads skvadron, Billesholms kompani.

## Geografi
Kvistofta socken ligger söder om Helsingborg med Öresund i väster och Råån i nordost. Socknen är en odlad slättbygd.
På 1800-talet omfattade socknen byarna Kvistofta, Södra Vallåkra, Gantofta, Katslösa, Rya och Olstorp.

## Befolkningsutveckling

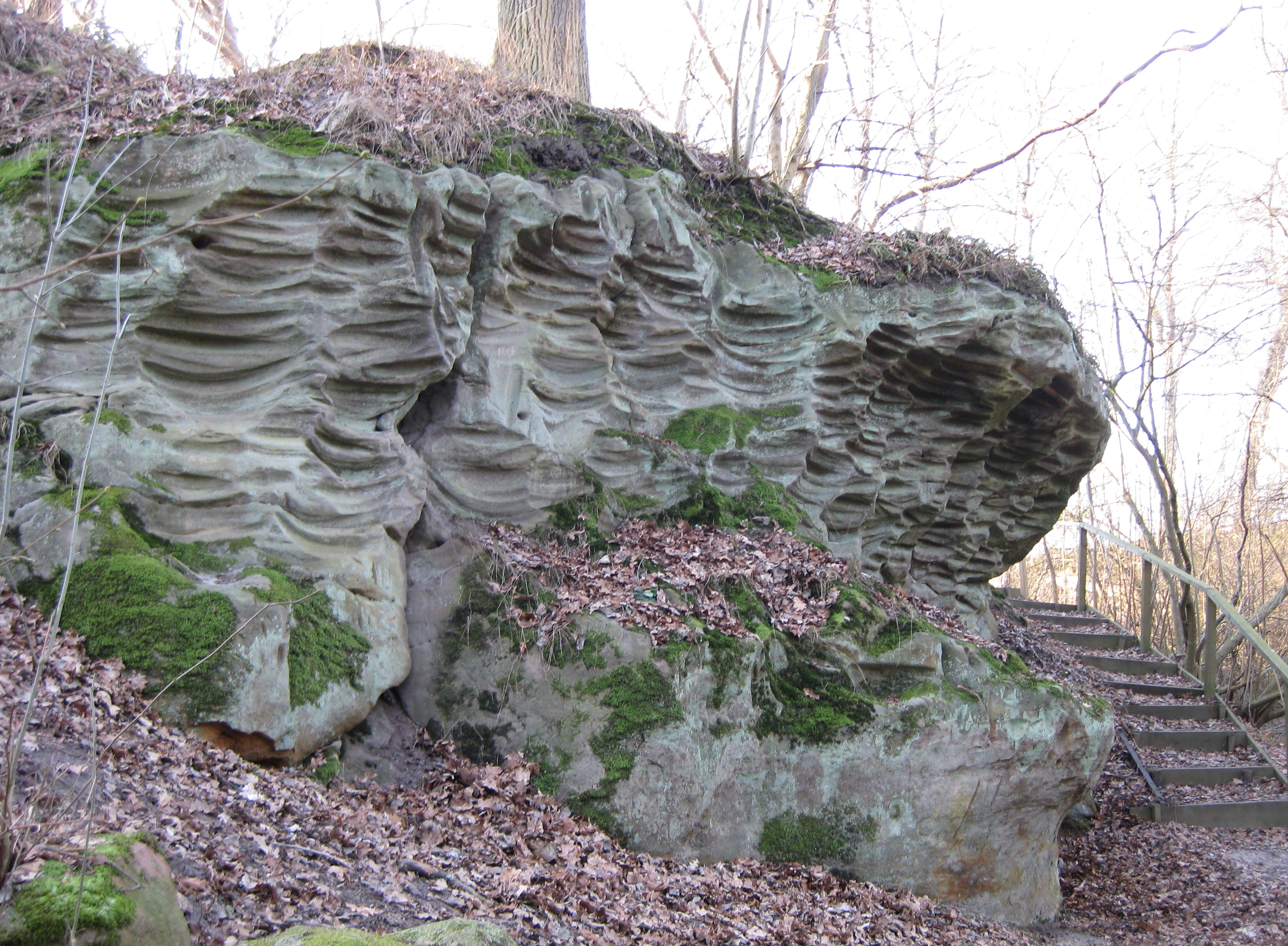
Sliprännor i en klippa vid Gantofta

| Befolkningsutvecklingen i Kvistofta socken 1571-2000 | Befolkningsutvecklingen i Kvistofta socken 1571-2000 | Befolkningsutvecklingen i Kvistofta socken 1571-2000 | Befolkningsutvecklingen i Kvistofta socken 1571-2000 | Befolkningsutvecklingen i Kvistofta socken 1571-2000 |
| ---------------------------------------------------- | ---------------------------------------------------- | ---------------------------------------------------- | ---------------------------------------------------- | ---------------------------------------------------- |
|                                                      |                                                      |                                                      |                                                      |                                                      |
| År                                                   |                                                      |                                                      | Invånare                                             |                                                      |
| 1571                                                 | 1571                                                 |                                                      | 1411                                                 | 1411                                                 |
| 1620                                                 | 1620                                                 |                                                      | 1421                                                 | 1421                                                 |
| 1699                                                 | 1699                                                 |                                                      | 3501                                                 | 3501                                                 |
| 1718                                                 | 1718                                                 |                                                      | 3951                                                 | 3951                                                 |
|                                                      |                                                      |                                                      |                                                      |                                                      |
| 1810                                                 | 1810                                                 |                                                      | 704                                                  | 704                                                  |
| 1820                                                 | 1820                                                 |                                                      | 803                                                  | 803                                                  |
| 1830                                                 | 1830                                                 |                                                      | 1 015                                                | 1 015                                                |
| 1840                                                 | 1840                                                 |                                                      | 1 114                                                | 1 114                                                |
| 1850                                                 | 1850                                                 |                                                      | 1 295                                                | 1 295                                                |
| 1860                                                 | 1860                                                 |                                                      | 1 372                                                | 1 372                                                |
| 1870                                                 | 1870                                                 |                                                      | 1 481                                                | 1 481                                                |
| 1880                                                 | 1880                                                 |                                                      | 1 439                                                | 1 439                                                |
| 1890                                                 | 1890                                                 |                                                      | 1 326                                                | 1 326                                                |
| 1900                                                 | 1900                                                 |                                                      | 1 530                                                | 1 530                                                |
| 1910                                                 | 1910                                                 |                                                      | 1 605                                                | 1 605                                                |
| 1920                                                 | 1920                                                 |                                                      | 1 525                                                | 1 525                                                |
| 1930                                                 | 1930                                                 |                                                      | 1 615                                                | 1 615                                                |
| 1940                                                 | 1940                                                 |                                                      | 1 389                                                | 1 389                                                |
| 1950                                                 | 1950                                                 |                                                      | 1 361                                                | 1 361                                                |
| 1960                                                 | 1960                                                 |                                                      | 1 495                                                | 1 495                                                |
| 1970                                                 | 1970                                                 |                                                      | 3 532                                                | 3 532                                                |
| 1980                                                 | 1980                                                 |                                                      | 6 694                                                | 6 694                                                |
| 1990                                                 | 1990                                                 |                                                      | 6 564                                                | 6 564                                                |
| 2000                                                 | 2000                                                 |                                                      | 6 627                                                | 6 627                                                |
|                                                      |                                                      |                                                      |                                                      |                                                      |
| 1 Beräknad folkmängd                                 |                                                      |                                                      |                                                      |                                                      |

## Fornlämningar
Boplatser, lösfynd, en dös och tre gånggrifter från stenåldern är funna. Från bronsåldern finns gravhögar. Vid Gantofta finns en klippa med sliprännor.

## Namnet
Namnet skrevs 1351 Quistofthä och kommer från kyrkbyn. Efterleden är toft, 'tomt'. Förleden kan innehåller kvist och syfta på en utskjutande del av en ås vid kyrkan..